# Metadorcinus lineatus
Metadorcinus lineatus is een keversoort uit de familie vliegende herten (Lucanidae). De wetenschappelijke naam van de soort is voor het eerst geldig gepubliceerd in 1864 door Deyrolle.